# Pleiospilos
Pleiospilos  (română granitul viu) este un gen de plante decorative suculente din familia Aizoaceae. Denumirea de „granit viu” se datorează aspectului frunzelor, asemănător cu granitul.

## Date generale

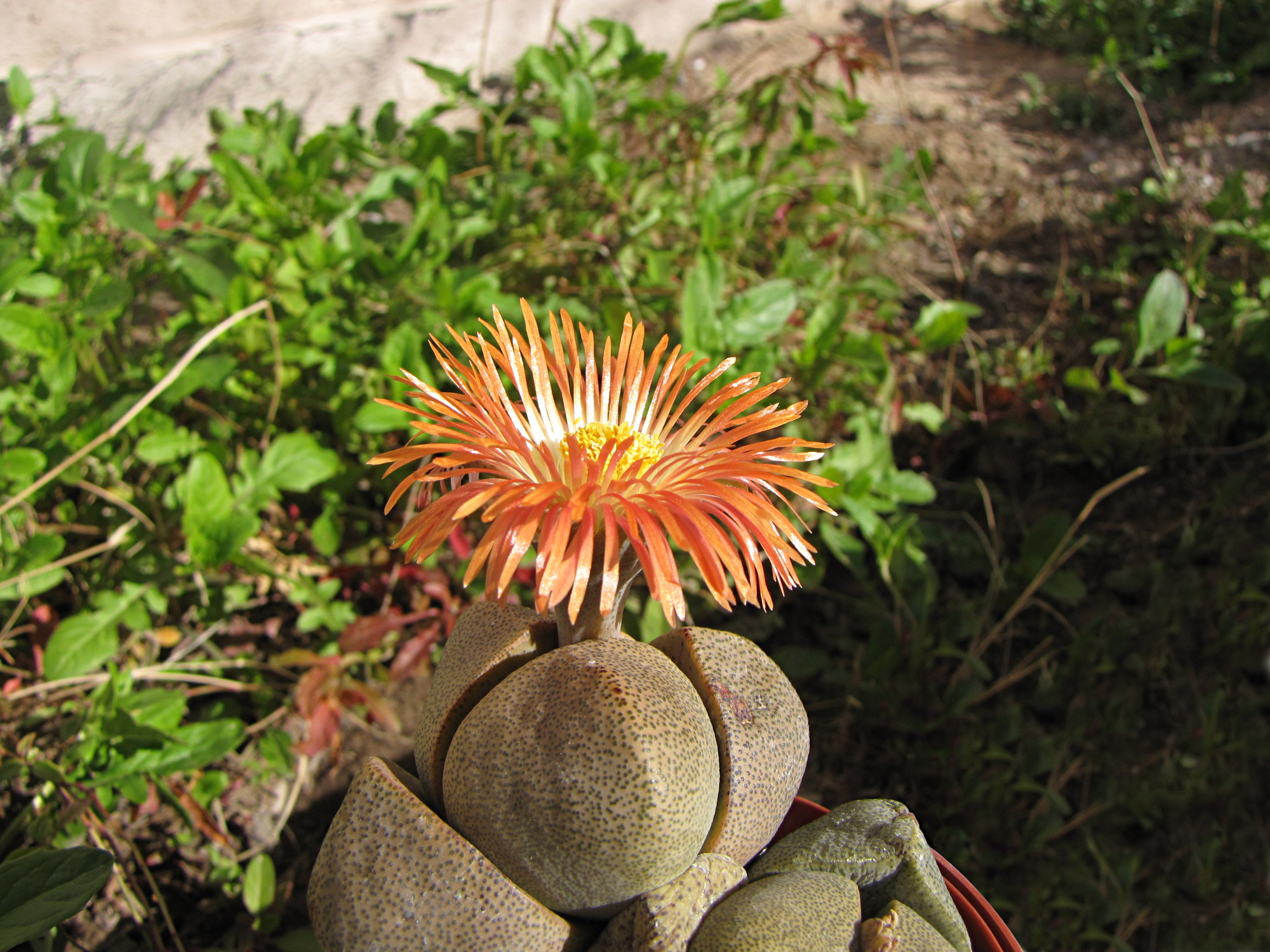
Florile plantei

Pleiospilos este o plantă tropicală care trăiește în regiuni aride. Ca plantă de ornament, se poate crește împreună cu alți cactuși într-un vas puțin adânc. Durata de viața a plantei este de mai mulți ani. Planta înflorește toamna târziu. Ca talie, este o plantă relativ mică, iar ca aspect seamănă cu o grămadă de pietriș sau pietre rotunjite. Florile, care frecvent pot fi de culoare galben-portocalie, sunt lipsite de miros. Plantele preferă locurile calde și însorite, iarna având nevoie de temperaturi între  10–12°C. Pleiospilos este un gen de plante care are nevoie de foarte puțină apă; spre exemplu, pe parcursul iernii, trebuie stropite numai de câteva ori. Vara au nevoie de puțin îngrășământ diluat, specific cactușilor.
Planta preferă solul pietros sau nisipos, nu trebuie tunse și se înmulțesc prin semințe.

## Specii
- Pleiospilos bolusii
- Pleiospilos compactus
  - P. compactus, subsp. compactus
  - P. compactus, subsp. canus
  - P. compactus, subsp. minor
  - P. compactus, subsp. fergusoniae
  - P. compactus, subsp. sororius
- Pleiospilos leipoldtii
- Pleiospilos nelii
- Pleiospilos simulans